# ヴァルーエフ指令

内相ピョートル・ヴァルーエフ。

ヴァルーエフ指令（ロシア語: Валуевский циркуляр）は、ロシア帝国内でウクライナ語の使用を制限する秘密指令である。1863年7月18日に皇帝アレクサンドル2世の承認で内相ピョートル・ヴァルーエフによってロシア検閲局への指示として作成された。帝国内でウクライナ語の宗教書、教育書や研究書などを刊行することは禁じられた。ウクライナ語の文学書のみが許可された。指令でのウクライナ語は、ロシア語の「小ロシア方言」・「いわゆるウクライナ語」として言及された。

## 概要
内相ヴァルーエフによると、指令の発行の理由は次のようなものである。
1. 指令はウクライナの知識人と農民による政治的運動を防止することができる有効な方法である[1]。
2. ウクライナ語は「存在しなかったし、存在していないし、これからも存在しえない」[1]。ウクライナ語はポーランドの影響によって歪められたロシア語であり[1]、「大衆によって使われての方言」である。そのような方言によってウクライナで教育されるべきではない[1]。
3. ウクライナの農民はウクライナ語よりロシア語をよりよく理解するので、ウクライナ語を学ぶ必要はない[1]。
4. 独自のウクライナ語の追求は、ロシアからウクライナを分離させる要求にほかならない[2]。
5. ウクライナ語の印刷刊行は「ロシアの国益」に反する[1]。

ヴァルーエフ指令の施行によりウクライナ語の出版が著しく減少し、ウクライナの啓蒙組織の多くは「分離主義者」として警察によって弾圧された。その結果、ウクライナの知識人の一部がオーストリア帝国のガリツィア地方へ移住し、ガリツィアはウクライナ民族解放運動の中心地となった。
ヴァルーエフ指令は、ロシア帝国がウクライナで行っていたロシア化政策・同化政策の手段の一つであった。13年後にその指令はウクライナ語の出版物を禁止するエムス法（露: Эмский указ）の礎となった。